# L’Autre monde ou les états et empires de la Lune
L’Autre monde ou les états et empires de la Lune var den första av tre sartiriska romancer, skrivna av Cyrano de Bergerac, och räknas som en tidig science Fiction-berättelse. Arthur C. Clarke menar att berättelsen är den första med raketdriven rymdfart, och med ramjet. Den publicerades efter författarens död, 1657.

## Handling
Boken är skriven i förstapesrsons-perspektiv. Han använder smällare för att ta sig till Månen. Där träffar han invånare med fyra ben, musikaliska röster, och framgångsrika vapen.
Den var inspirerad av Lukianos "Sann historia", och påverkade många tidiga science fiction-verk, inklusive Jonathan Swifts Gullivers resor, som också innehåller flera fantasifulla resor, med bade samhällskritik och idéer om det okända inom samtida naturvetenskap.